# Orlando Gill
Orlando Daniel Gill Noldín (San Lorenzo, 11 de junio de 2000) es un futbolista paraguayo. Juega de arquero y su equipo actual es San Lorenzo de Almagro de la Primera División de Argentina.

## Trayectoria
Se formó en las divisiones inferiores del club San Lorenzo de Paraguay.

### San Lorenzo de Almagro
Llegó al Club Atlético San Lorenzo de Almagro en el año 2024 proveniente del club homónimo de Paraguay, tras un año defendiendo el arco de la reserva y siendo figura llegando a jugar la final, de dicho torneo fue subido a primera. En enero del 2025 San Lorenzo de Almagro finalmente decidió adquirir el 50 % de su pase.

## Clubes
| Club                   | País      | Año       |
| ---------------------- | --------- | --------- |
| San Lorenzo            | Paraguay  | 2019-2024 |
| San Lorenzo de Almagro | Argentina | 2024-act. |

## Estadísticas
| Club                             | Div.          | Temporada     | Liga  | Liga  | Liga   | Copas nacionales | Copas nacionales | Copas nacionales | Copas internacionales | Copas internacionales | Copas internacionales | Total | Total | Total  |
| Club                             | Div.          | Temporada     | Part. | Goles | Asist. | Part.            | Goles            | Asist.           | Part.                 | Goles                 | Asist.                | Part. | Goles | Asist. |
| -------------------------------- | ------------- | ------------- | ----- | ----- | ------ | ---------------- | ---------------- | ---------------- | --------------------- | --------------------- | --------------------- | ----- | ----- | ------ |
| San Lorenzo de Almagro Argentina | 1.ª           | 2024          | 1     | -1    | 0      | -                | -                | -                | -                     | -                     | -                     | 1     | -1    | 0      |
| San Lorenzo de Almagro Argentina | 1.ª           | 2025          | 24    | -16   | 0      | 2                | 0                | 0                | 0                     | 0                     | 0                     | 26    | -17   | 0      |
| Total club                       | Total club    | Total club    | 25    | -17   | 0      | 0                | 0                | 0                | 0                     | 0                     | 0                     | 27    | -18   | 0      |
| Total carrera                    | Total carrera | Total carrera | 25    | -17   | 0      | 0                | 0                | 0                | 0                     | 0                     | 0                     | 27    | -18   | 0      |